# Заимка (Красноярский край)
Заимка — деревня в Богучанском районе Красноярского края России. Входит в межселенную территорию Богучанского района.

## История
Основана в 1735 году. По данным 1926 года в Богучанской Заимке имелось 73 хозяйства и проживало 413 человек (в основном — русские). В административном отношении заимка входила в состав Гольтявинского сельсовета Богучанского района Канского округа Сибирского края.

## География
Деревня находится в северо-восточной части края, на левом берегу реки Ангары, вблизи впадения в неё ручья Горный, на расстоянии приблизительно 30 километров (по прямой) к востоку-северо-востоку (ENE) от села Богучаны, административного центра района. Абсолютная высота — 134 метра над уровнем моря.

## Население
| 2010 |
| ---- |
| 1    |

Гендерный состав
По данным Всероссийской переписи населения 2010 года в гендерной структуре населения мужчины составляли 100 %.
Национальный состав
Согласно результатам переписи 2002 года, в национальной структуре населения русские составляли 50 %, украинцы – 37 % из 8 чел.

## Улицы
Уличная сеть деревни состоит из двух улиц.